# 一五一会
一五一会（いちごいちえ）は、弦楽器の日本のヤイリギターが発売している四弦ギター。楽器分類上は「構造はギターに近く、調弦は三線に近い。4絃のリュート属撥弦楽器」といえる。バリエーションである音来（ニライ）と奏生（かない）についても取り扱う。

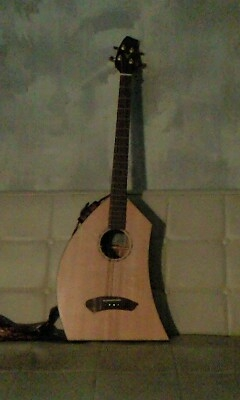
一五一会(ベーシック)

## 概要
沖縄県出身のバンド・BEGINとヤイリギターが「三線とギターのチャンプルー」として考案・共同開発した、創作楽器。
まず2003年にベーシックが発売され、2004年に音来、2006年に奏生が発売されている。
大正琴(1912＝大正元年発明)以来約90年ぶりに日本で生まれた創作楽器（電子楽器を除く）とされるが、四弦の撥弦楽器はラテンアメリカ諸国では一般的なものであり、米国のシガーボックスギターにもよくある構成である。。
ギターと三線の長所を併せ持つことを特長としている。ギターの音色を三線の手軽さで出すことができ、指一本でコードを押さえることができる(#コード参照)。
入口はキャッチコピーでも言われるように「世界一簡単に弾き語りの伴奏ができる」ということになっているが、奥行はとても深い。琉球音楽の三線やハワイアンのスラッキーの代わりに用いられたり、ブルース、フォーク、ロックなどのポピュラー音楽の演奏に用いられたり、あるいはクラシック系や更には従来の分類に当てはまらない様々な演奏ができる奥深さも徐々に見出されつつある(#周辺楽器との関係参照)。
2012年から 一五一会世界大会 も開催されるようになった。

## バリエーション
一五一会のバリエーションは価格順にベーシック、音来、奏生の3種類があり、それぞれボディーの形が異なる。またベーシックと音来は同じスケール（ネックの長さ）だが、奏生は短い。
単に「一五一会」という場合、ベーシックのみを指すときと、音来、奏生を含めた3種類すべてを指すときがある。

### ベーシック
2003年に一五一会として最初に販売開始された。「ベーシック」という名ではあるが現時点で完成モデルの最上位機種。この名の由来は自由にバリエーション（姉妹機種）を設けて良いという発想からである。なお、素材・塗装その他を特注すれば「ベーシック」ではなく「カスタム」となる。
スケール長は630mm。標準の調弦はG-D-G-D(#調弦参照)。左右非対称の形状(「風に靡く短冊」からデザインしたと言われる)のため、ギターと違い正座をしても弾きやすいという特長がある。名前の由来は、弦の音程が最も太い弦から見て一度と五度の関係になっていることを四字熟語「一期一会」の発音と掛けたもの。
この他の(ギターに準ずる)「ベーシック」仕様としては、素材＝トップ：スプルース単板・サイド＆バック：マホガニー、塗装＝ナチュラル。
実は以下の音来・奏生と共に「節や色むらその他によりフルサイズのギター寸法には足りないが、乾燥・管理にはしっかりと時間や手間が掛けられていて十分高級ギター並」という素材を使っている。非対称なので気付かれにくいが、当然トップはブックマッチになっている。

#### カスタム
「カスタム」については主に塗装、名入れなどに個別に対応している(詳細は ヤイリギターHP を参照)。
また、ヤイリギター自身によるカスタマイズとして「欅」「楓」「屋久杉」の3種類も製作された。複弦(＝8弦)の楽器も最初にBEGIN用として製作されたものを含め、ごく僅かにだが存在する。

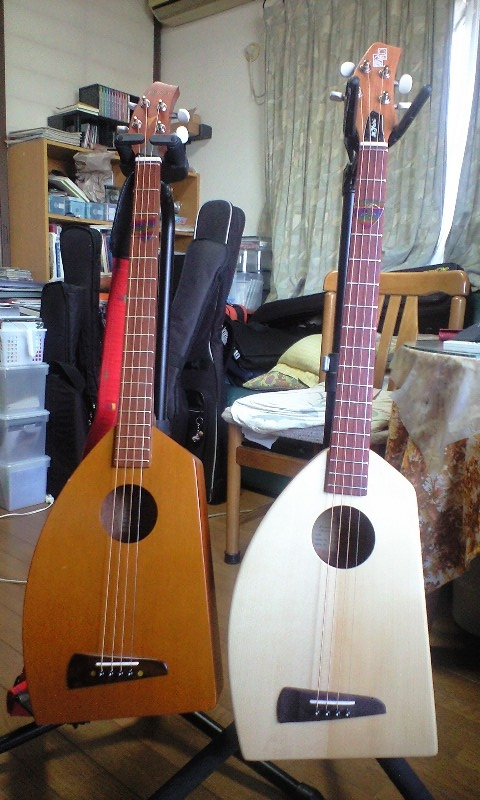
音来(ニライ)、左・旧型、右・新型(2009～)

### 音来（ニライ）
ベーシックが10万円を超える価格であったため、「手軽というわけにはいかない」という声を反映して価格を40％程度に抑え、一五一会の廉価版として2004年に発売された。のちに押さえやすいナイロン弦を採用した音来Gも発売されている。2009年に音来・音来Gともにマイナーチェンジされている。スケール長はベーシックと同じ630mmで#調弦も同じ。名前の由来は、沖縄に伝わる海の彼方の理想郷・ニライカナイ。

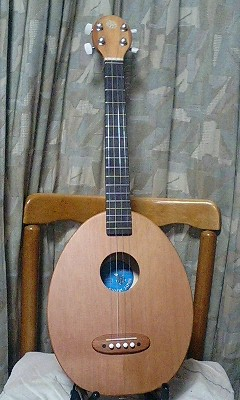
奏生(かない)、2006年～

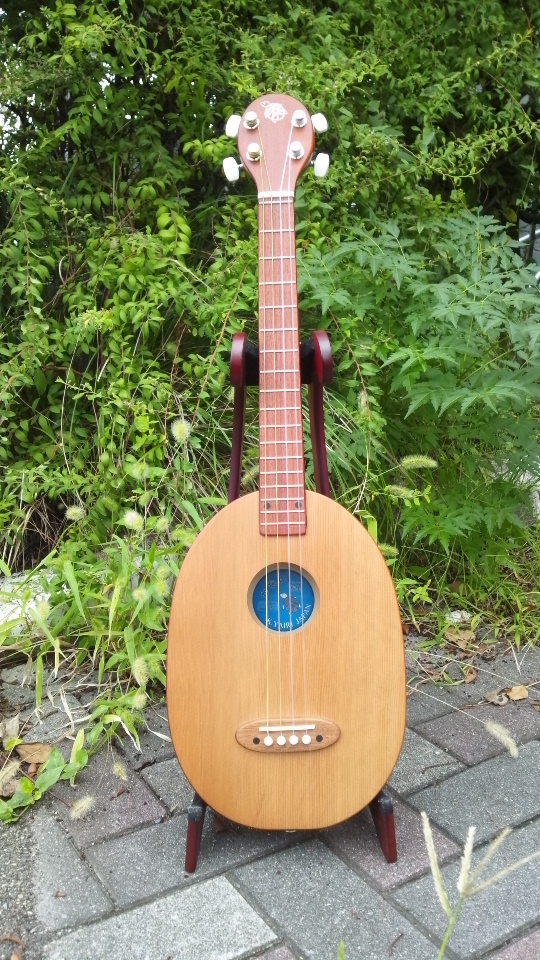
奏生(かない)、2009年～の新型

### 奏生（カナイ）
押さえやすいナイロン弦を採用して幅広い年齢層に対応し、持ち運びがしやすいように軽量化・コンパクト化が図られた。ボディ形状はベーシックや音来の特徴ある形を踏襲せず「亀の甲羅」を意識した楕円形。2006年に発売。価格はベーシックの25％程度に抑えられ、国産弦楽器としてはほぼ限界に近い最廉価版。2009年にマイナーチェンジされ、さらに軽量化・コンパクト化された。スケール長は475mm。このため、ベーシックや音来と異なり、標準の調弦がC-G-C-Gとなっている(#調弦参照)。高音の2弦を1オクターブ高く調弦するのは同じである。大正琴やマウンテン・ダルシマーのようにテーブルに置いたまま演奏できるよう、ヘッドの裏にかかとを付けるという工夫もなされている。名前の由来は、音来と同じくニライカナイ。

## 調弦とコード・楽譜

### 調弦
一五一会(ベーシック)・音来の設計時に想定された標準の調弦は低い弦から高い方へ順に「G-D-G-D」で、高音弦2本は低音弦の1オクターブ上に合わせる。これは三線(又は三味線)の調弦(本調子)に中絃の1オクターブ下の音を「ベース音(基音)」として加えることから成り立ち、同時にギターから2本抜いて1,3,4,5弦でオープンチューニングにした、とも見える。これが「ギターと三線のチャンプルー」とされる所以である。
それぞれの弦の名前は、和楽器に倣って太い(低い)方から順に「あ」弦、「い」弦、「う」弦、「え」弦、とひらがなで呼ぶ。
また、全国に点在する教室などでは三線や三味線の教室に倣ってF-C-F-Cを基本とするところもある。和楽器の性質を持つため、相対音程として「1度-5度…」さえ守られていればよく、その限りで調弦を変えることができる。専用弦を張ってある場合、ゲージ(弦の太さ)との兼ね合いでD-A-D-AぐらいからA-E-A-Eぐらいまで使用可能。
奏生の設計時の調弦は「C-G-C-G」だが、ベーシック・音来同様曲によって調弦を変える。専用弦を張ったままでも低い方はG-D-G-Dぐらいから使える。
ベーシック、音来、奏生いずれもカポタストを使用することが可能。

### コード・楽譜
一五一会のコード表記は「一、二、三、…」と漢数字で表記する独特なものである。このコードを歌詞の上にカナのように振ったものが「一五一会譜」と呼ばれる。PC上でも紙の上でも簡単に表記でき、洋楽のコード表記を一切知らなくても弾けるという利点がある。
#概要にもあるとおり、指一本で「コード」を押さえることができる。
ただし「コード」と言っても厳密には最も基本的な三和音のうち「三度」の音を欠くので、エレキギターで言うところの「パワーコード」のような響きとなる。
とはいえ、これだけでも最小限の伴奏になるので、気軽に弾き語りを楽しむことができる。一五一会譜形式のものを中心に歌集も何冊か出版されている。
また、一五一会譜を踏まえながら、「一五一会スコアマガジン」誌上に「歌詞の上にフレット番号と弦を示す記号を付けた記譜法」が提案されるなど、記譜法についてはいくつかの実験的な試みがされている。「音名(単音)を数字で表記する」方式が大正琴やハーモニカなどに採用されており、一五一会譜のポジション数字を同様に一種の数字譜と捉えてメロディ弾きを表記する方法も模索されている。
また、徐々にTAB譜も出始めた。この他、一五一会の楽譜を五線譜で表記することも当然できる訳だが、あまり普及していない。
1度5度以外の3度、7度、9度…sus4、dim、aug等さまざまな音程を含むコードフォームは少なくともギターとは異なった独自のものとなる。
その他、三線の楽譜である工工四を見てそのまま弾くこともできる。三味線の文化譜を一五一会で読み替えることもできる。

## 周辺楽器との関係
#概要#調弦とコードにもあるとおり、そもそもこの楽器の発想は「三線とギターのチャンプルー」から始まった。
ギターメーカーであるヤイリギターにより設計・生産されていることから外見はギターの一種のように見えるが、調弦の由来から、運指そのものはギターよりもむしろ三線(又は三味線)とほぼ同じで、その意味では一五一会は「4弦ミニギター」というよりはむしろ「コードが弾けるギター型三味線」と言った方が正確かもしれない。
洋楽器としてはヴァイオリン属やマンドリン属(調弦G-D-A-E)、テナー・ギターとテナー・バンジョー(調弦C-G-D-A、アイリッシュではオクターヴ・マンドリンと同じ高さでG-D-A-E)とも通じる。
アイリッシュ・ブズーキ(G-D-A-D)とはヴァイオリン属やマンドリン属より更に「弦1コース分多く似ている」ので、コードフォームや運指、更には演奏全般を研究・実践する上で参考になる。
アイリッシュ・ブズーキ、テナー・ギター、テナー・バンジョーの場合は調弦をA-D-オクターヴ上のA-D＝事実上「五度と一度だけ」にする場合もあり更に似てくるが、運指は大きく変わってしまう。
これら洋楽器の他、世界中に広く分布するリュート属の民族楽器などとも類似性がある。
ユーラシア大陸のサズ(トルコ)、ドゥタール(中央アジア)、ドンブラー(カザフスタン)、コムズ(キルギス)、タンブール(ウイグル)などとは構造や調弦などに類似点が見られる。
中国の楽器阮咸とは、構造(ネックとボディを別々に作って仕込むタイプ)のみならず、弦の数(4本)や調弦(1度-5度)までがほぼ同じである。中国の楽譜も数字譜なので、今後の研究や交流、演奏の実践が俟たれる。
また、北米で見られるマウンテン(アパラチアン)・ダルシマーや創作楽器ストラムスティック、その日本版ともいえるミンミンなどとも類似点が見られる。ただしこれらの楽器のうち前二者に共通する「ダイアトニックなフレット配列」は踏襲せず、平均律クロマチックになっている。

## 主な演奏者
- BEGIN
- 迎里計
- 山田直毅
- 石川ひとみ
- なすじん
- Born ti Cafta
- Earth Conscious
- 勝詩
- 大島圭太
- 楠瀬敏夫
- 会津里花
- 音道青心
- theSing2YOU

## 主なCD作品

### BEGIN
- ビギンの一五一会 (2003)セルフカヴァー
- ビギンの一五一会 58ドライブ (2003)邦楽カヴァー
- ビギンの一五一会 ドライブインシアター (2003)洋楽カヴァー
- テイチクアワー(2004)テイチクエンタテインメント70周年記念として演歌(各曲本人歌唱、伴奏BEGIN)をカヴァー
- ビギンの一五一会2 (2008)
- ビギンの一五一会10周年記念BOX(2DVD付) (2013)
- 島袋優（BEGIN）with 一五一会オールスターズ plays Disney (2013)

### 石川ひとみ
- みんなの一五一会 〜唱歌・童謡編 (2004)
- Withみんなの一五一会 〜フォークソング編 (2005)
- With みんなの一五一会 〜RADIO DAYS (2006)
- With the best of 一五一会 (2011)